# Garrett Roe
Garrett Roe, född 22 februari 1988 i Vienna, är en amerikansk före detta professionell ishockeyspelare. Efter att ha spelat juniorishockey för  St. Cloud State University, gjorde Roe debut i AHL säsongen 2011/12 för Adirondack Phantoms. Innan dess hade han blivit vald i NHL Entry Draft 2008 som nummer 183 totalt av Los Angeles Kings, i den sjunde rundan.
Efter två säsonger i AHL lämnade Roe Nordamerika och tillbringade en säsong vardera i den Österrikiska ishockeyligan och i tyska DEL med EC Red Bull Salzburg respektive EHC Red Bull München. Därefter spelade han i två säsonger för Linköping HC i SHL, innan han lämnade laget för spel i den schweiziska ligan NL. Efter två säsonger med EV Zug lämnade han laget för spel med ZSC Lions, med vilka han tillbringade fyra säsonger. Inför säsongen 2023/24 återvände han till Nordamerika och vann denna säsong Calder Cup med Hershey Bears. Efter ytterligare en säsong med Bears meddelade han att han avslutat sin spelarkarriär.
Roe gjorde debut med USA:s landslag i november 2017 och blev därefter uttagen att spela OS i Pyeongchang 2018.

## Karriär

### Klubblagskarriär

#### 2004–2013: Början av karriären
Roe spelade ungdoms- och juniorishockey för Indiana Ice i juniorligan USHL mellan säsongerna 2004/05 och 2006/07. Mellan 2007/08 och 2010/11 spelade han universitetsishockey för Huskies vid St. Cloud State University. Efter sin första säsong i NCAA valdes Roe i den sjunde rundan vid NHL Entry Draft 2008 som 183:e spelare totalt av Los Angeles Kings. Under sin andra och tredje säsong med Huskies vann Roe lagets interna poängliga med 48 respektive 49 poäng. Säsong två var han också lagets mest utvisade spelare. Den sista säsongen med Huskies slutade Roe tvåa i lagets interna poängliga, bakom Drew LeBlanc, med 36 poäng på 38 matcher. Under sina fyra säsonger i NCAA hade Roe ett genomsnitt på över en poäng per match. Han spelade totalt 156 matcher och stod för 178 poäng, varav 65 mål.
Efter att ha försäsongstränat med NHL-klubben Philadelphia Flyers, meddelade klubben den 24 september 2011 att Roe skickats till dess farmarlag Adirondack Phantoms i AHL. Roe gjorde därefter sin första professionella säsong. Han gjorde AHL-debut den 8 oktober samma år och noterades för sitt första mål i AHL, på Curtis McElhinney, den 21 oktober 2011 i en 3–0-seger mot Portland Pirates. Efter att ha gjort åtta mål och totalt 40 poäng på 72 matcher skrev Roe den 3 juli 2012 på en ettårig förlängning av kontraktet med Phantoms. Den följande säsongen stod Roe för 26 poäng på 57 grundseriematcher. Phantoms misslyckades, likt föregående säsong, att ta sig till Calder Cup-slutspelet.

#### 2013–2017: Flytt till Europa

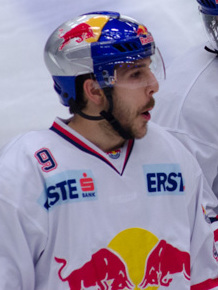
Roe med EC Red Bull Salzburg 2013.

Den 15 juli 2013 stod det klart att Roe lämnat Nordamerika då han skrivit ett ettårsavtal med den österrikiska klubben EC Red Bull Salzburg. Roe hade ett snitt på nära en poäng per match i grundserien. På 44 matcher stod han för 43 poäng (16 mål, 27 assist). I slutspelet tog sig Salzburg till finalspel sedan man besegrat Dornbirner Bulldogs (4–2) och EHC Black Wings Linz (3–0) i kvarts-, respektive semifinal. I finalserien kvitterade Salzburg ett 2–0-underläge, men föll sedan i den femte och avgörande matchen efter förlängningsspel. I slutspelets poängliga slutade Roe på andra plats, bakom Derek Ryan, med 15 poäng på 14 matcher (fyra mål, elva assist).
Efter en säsong i Salzburg anslöt Roe den 5 juni 2014 till ett annat Red Bull-sponsrat lag; EHC Red Bull München. Med 51 poäng på 51 matcher vann han Münchens interna poängliga och blev ligans nionde bästa poänggörare. München slutade på andraplats i grundserien, men föll sedan omgående i kvartsfinalserien mot Grizzly Adams Wolfsburg med 4–0 i matcher. Roe spelade endast den första av dessa matcher.
Den 8 juli 2015 presenterade den schweiziska NLA-klubben Genève-Servette HC Roe som ett av sina nyförvärv men, utan att ha representerat klubben, skrev han istället den 26 juli 2015 ett ettårskontrakt med Linköping HC i SHL. Roe missade de två inledande omgångarna av grundserien på grund av skada och gjorde sin första SHL-match den 25 september 2015. I sin andra match noterades han för sitt första SHL-mål, på Adam Reideborn, i en 7–2-seger mot Modo Hockey. I denna match stod han för totalt fyra poäng (två mål, två assist). Skadebekymren fortgick under hela säsongen och Roe missade totalt tolv matcher, inklusive en match i slutspelet. Trots detta, slutade han tvåa i Linköpings interna poängliga med 41 poäng på lika många matcher (14 mål, 27 assist). I SM-slutspelet slogs Linköping ut i kvartsfinalserien av Växjö Lakers HC med 4–2 i matcher.
Den 23 januari 2016 meddelades det att Roe förlängt kontraktet med Linköping med två år. Även säsongen därpå slutade han tvåa i lagets interna poängliga sedan han stått för 37 poäng på 49 matcher. I SM-slutspelet 2017 missade Roe flera matcher i kvartsfinalserien mot Brynäs IF sedan han drabbats av en hjärnskakning.

#### 2017–2025: Spel i Schweiz och återkomst till AHL
Efter säsongens slut bröt Roe kontraktet med Linköping och skrev istället ett tvåårsavtal med EV Zug i Nationalliga A. Den 8 september samma år gjorde han debut i ligan och i sin tredje match, den 12 september, gjorde han sitt första mål i NL, på Sandro Zurkirchen, då han avgjorde en match till 5–4 mot HC Lausanne. Under sin första säsong i klubben hade Roe ett poängsnitt på över en poäng per match. På 44 matcher noterades han för 49 poäng (12 mål, 37 assist) och slutade därmed femma i grundseriens totala poängliga.
Säsongen 2018/19 missade Roe ett antal matcher av grundserien på grund av skada. Totalt spelade han 31 matcher och noterades för lika många poäng (9 mål, 22 assist). I slutspelet tog sig Zug till final efter att ha slagit ut HC Lugano (4–0) samt HC Lausanne (4–1) i kvarts-, respektive semifinal. I finalserien besegrades man dock med 4–1 i matcher mot SC Bern. Tillsammans med lagkamraten Lino Martschini var Roe den spelare som gjorde flest poäng under slutspelet. På 13 matcher noterades han för 17 poäng (sex mål, elva assist). Han var dessutom, tillsammans med Santeri Alatalo, den spelare som gjorde flest assistpoäng under slutspelet.
Kort efter att säsongen avslutats meddelades det att Roe lämnat EV Zug för spel med seriekonkurrenten ZSC Lions, med vilka han tecknat ett tvåårsavtal. Under sin tredje säsong i NL slutade Roe på tredje plats i grundseriens totala poängliga, och tvåa i lagets interna poängliga, då han noterades för 48 poäng på 44 matcher. Med 35 assistpoäng vann han seriens assistliga. Den 17 februari 2021 bekräftades det att Roe förlängt sitt avtal med Lions med ytterligare två säsonger.
Efter fyra säsonger med Lions stod det den 21 juni 2023 klart att Roe lämnat klubben för spel med seriekonkurrenten SCL Tigers. Månaden därpå meddelades det dock att Roe lämnat klubben och den 19 juli stod det klart att han återvänt till Nordamerika och AHL då han skrivit ett ettårsavtal med Hershey Bears. Den 16 december 2023 noterades han för ett hat trick i en 1–7-seger mot Laval Rocket. Han spelade 48 grundseriematcher för klubben och stod för 21 poäng, varav sju mål. Han fick därefter spela sitt första Calder Cup-slutspel där laget slog ut Lehigh Valley Phantoms (3–1), Hartford Wolf Pack (3–0) och Cleveland Monsters (4–3). Roe avgjorde den sista och avgörande matchen mot Monsters och Bears var därmed klara för finalspel. I finalserien ställdes laget mot Coachella Valley Firebirds, där man vann med 4–2 i matcher. Roe spelade endast den första av dessa matcher efter att ha ådragit sig en skada. På tolv slutspelsmatcher noterades han för sex mål och fyra assistpoäng.
Den 3 juli 2024 bekräftades det att Roe förlängt sitt avtal med Bears med ytterligare en säsong. I grundserien spelade han 38 matcher och noterades för 18 poäng, varav fyra mål. I slutspelet slogs laget ut i kvartsfinal av Charlotte Checkers med 0–3 i matcher. Roe spelade fyra matcher i slutspelet där han noterades för två assistpoäng. Efter säsongens slut bekräftade Roe att han avslutat sin spelarkarriär.

### Landslagskarriär
Roe representerade USA:s A-landslag för första gången under Deutschland Cup i november 2015. Han gjorde sin första landskamp den 10 november, mot Slovakien, och gjorde i samma match sin första landslagspoäng då han assisterade till USA:s mål i en 1–2-förlust. USA föll i samtliga matcher och slutade sist i turneringen.
Då USA den 1 januari 2018 offentliggjorde sin trupp till OS i Pyeongchang stod det klart att Roe blivit uttagen att representera USA. Efter att ha förlorat mot Slovenien och OAR i gruppspelet tvingades USA spela åttondelsfinal mot Slovakien. Den 20 februari 2018 vann laget åttondelsfinalen med 5–1, och Roe gjorde sitt första landslagsmål – på Ján Laco. Laget föll dock dagen därpå efter straffläggning mot Tjeckien, med 3–2, i kvartsfinalen. På fem matcher noterades Roe för två poäng (ett mål, en assist).

## Spelarstatistik

### Klubblag
| 2004–05    | Indiana Ice           | USHL       | 49  | 6  | 15  | 21  | 62  | 3  | 0  | 3  | 3  | 4  |
| 2005–06    | Indiana Ice           | USHL       | 49  | 21 | 32  | 53  | 93  | 2  | 3  | 0  | 3  | 0  |
| 2006–07    | Indiana Ice           | USHL       | 57  | 24 | 39  | 63  | 143 | 6  | 3  | 10 | 13 | 8  |
| 2007–08    | St. Cloud State Univ. | WCHA       | 39  | 18 | 27  | 45  | 55  | —  | —  | —  | —  | —  |
| 2008–09    | St. Cloud State Univ  | WCHA       | 38  | 17 | 31  | 48  | 72  | —  | —  | —  | —  | —  |
| 2009–10    | St. Cloud State Univ  | WCHA       | 41  | 20 | 29  | 49  | 65  | —  | —  | —  | —  | —  |
| 2010–11    | St. Cloud State Univ  | WCHA       | 38  | 10 | 26  | 36  | 48  | —  | —  | —  | —  | —  |
| 2011–12    | Adirondack Phantoms   | AHL        | 72  | 8  | 32  | 40  | 44  | —  | —  | —  | —  | —  |
| 2012–13    | Adirondack Phantoms   | AHL        | 57  | 12 | 14  | 26  | 41  | —  | —  | —  | —  | —  |
| 2013–14    | EC Red Bull Salzburg  | EBEL       | 44  | 16 | 27  | 43  | 44  | 14 | 4  | 11 | 15 | 14 |
| 2014–15    | EHC Red Bull München  | DEL        | 51  | 13 | 38  | 51  | 56  | 1  | 0  | 0  | 0  | 2  |
| 2015–16    | Linköping HC          | SHL        | 41  | 14 | 27  | 41  | 28  | 5  | 0  | 2  | 2  | 4  |
| 2016–17    | Linköping HC          | SHL        | 49  | 16 | 21  | 37  | 49  | 3  | 0  | 0  | 0  | 2  |
| 2017–18    | EV Zug                | NL         | 44  | 12 | 37  | 49  | 32  | 5  | 3  | 0  | 3  | 4  |
| 2018–19    | EV Zug                | NL         | 31  | 9  | 22  | 31  | 55  | 13 | 6  | 11 | 17 | 12 |
| 2019–20    | ZSC Lions             | NL         | 44  | 13 | 35  | 48  | 20  | —  | —  | —  | —  | —  |
| 2020–21    | ZSC Lions             | NL         | 39  | 8  | 24  | 32  | 46  | 9  | 1  | 4  | 5  | 2  |
| 2021–22    | ZSC Lions             | NL         | 37  | 10 | 19  | 29  | 22  | 7  | 1  | 1  | 2  | 4  |
| 2022–23    | ZSC Lions             | NL         | 31  | 4  | 10  | 14  | 13  | 3  | 1  | 1  | 2  | 2  |
| 2023–24    | Hershey Bears         | AHL        | 48  | 7  | 14  | 21  | 22  | 12 | 6  | 4  | 10 | 5  |
| 2024–25    | Hershey Bears         | AHL        | 38  | 4  | 14  | 18  | 20  | 4  | 0  | 2  | 2  | 6  |
| NL totalt  | NL totalt             | NL totalt  | 222 | 56 | 147 | 203 | 188 | 37 | 12 | 17 | 29 | 24 |
| AHL totalt | AHL totalt            | AHL totalt | 215 | 31 | 74  | 105 | 127 | 16 | 6  | 6  | 12 | 11 |
| SHL totalt | SHL totalt            | SHL totalt | 90  | 30 | 48  | 78  | 77  | 8  | 0  | 2  | 2  | 6  |

### Internationellt
| År     | Lag    | Turnering | Matcher | Mål | Assists | Poäng | Utv. |
| ------ | ------ | --------- | ------- | --- | ------- | ----- | ---- |
| 2018   | USA    | OS        | 5       | 1   | 1       | 2     | 0    |
| Totalt | Totalt | Totalt    | 5       | 1   | 1       | 2     | 0    |